# Samarinovac (Žitorađa)
Pour les articles homonymes, voir Samarinovac.
Samarinovac (en serbe cyrillique : Самариновац) est un village de Serbie situé dans la municipalité de Žitorađa, district de Toplica. Au recensement de 2011, il comptait 736 habitants.

## Démographie
| 1948 | 1953 | 1961 | 1971 | 1981 | 1991 | 2002 | 2011 |
| ---- | ---- | ---- | ---- | ---- | ---- | ---- | ---- |
| 621  | 688  | 728  | 691  | 758  | 785  | 756  | 736  |

|  |